# Orden von Port Royal
Der Orden von Port Royal (kurz OPR) ist eine nordisch-katholische Zisterzienserkongregation. Es existieren mehrere Niederlassungen in Deutschland, USA, Polen, Kamerun und Haiti.

## Tradition
Der Orden trägt den Namen des aufgelösten Klosters Port Royal des Champs in Frankreich. An dessen geistliche und theologische Traditionen (zisterziensische Spiritualität und Stundengebet, Jansenismus, Gallikanismus bzw. Konziliarismus) knüpft der heutige Orden an und beabsichtigt auf diese Weise eine Wiederbelebung dieser traditionsreichen monastischen Gemeinschaft.
Das 1204 gegründete französische Kloster Port Royal des Champs gehörte ursprünglich zum weiblichen Zweig des Zisterzienserordens. Im 17. Jahrhundert wurde Port Royal zum Mittelpunkt einer eigenen geistlichen Bewegung, die unter dem Einfluss des Jansenismus den Anspruch erhob, ein unverfälschtes, aus innerem Antrieb und persönlicher Anspruchslosigkeit gelebtes Christsein, welches allein auf Gottes Gnade vertraute, zu vertreten. Diese Bewegung hatte bald in Frankreich und später auch in den Niederlanden viele Anhänger, vor allem unter Intellektuellen. Eine zentrale Rolle spielten die Schwestern Angélique und Agnès Arnauld, die beide zeitweise als Äbtissinnen fungierten, und ihr Bruder Antoine Arnauld. Bewegt von ihrer spirituellen Anziehungskraft bildete sich auch eine Gemeinschaft von Männern, die für gewisse Zeiten ihres Lebens als „Solitaires“, Einsiedler, in die Nähe der Abtei zogen. Der bekannteste Anhänger der Port-Royal-Bewegung war der Mathematiker und Philosoph Blaise Pascal. 
Die Bewegung von Port Royal zog sich allerdings wegen ihres Zulaufs auch einflussreiche Feinde zu und wurde wegen ihrer Nähe zum Jansenismus und ihres Eintretens für ein einfaches Leben und für eine gewisse Unabhängigkeit von einer gesetzesorientierten Frömmigkeit immer wieder der Ketzerei verdächtigt. Der Konflikt mit Rom und dem damals einflussreichen Jesuitenorden sowie schließlich auch mit Ludwig XIV. führte schließlich dazu, dass das Kloster Port-Royal-des-Champs 1709 aufgehoben und 1710 dem Erdboden gleichgemacht wurde. Das Tochterkloster Port-Royal de Paris war inzwischen einer anderen, der politischen Linie angepassteren Leitung unterstellt worden.
Viele Port-Royalisten flohen ins Erzbistum Utrecht der Alt-Katholischen Kirche der Niederlande, die aus ähnlichen Gründen wie Port Royal – des Jansenismus verdächtigt – in Ungnade fiel und schließlich aufgrund einer vom Papst nicht bestätigten Wahl eines neuen Erzbischofs von Utrecht, Cornelius Steenoven (1661–1725), im Jahr 1723 sowie dessen nicht erlaubter Weihe im Folgejahr durch den französischen Missionsbischof Dominique Varlet (1678–1742), der die päpstliche Bulle Unigenitus Dei filius nicht unterzeichnet hatte, von Rom getrennt wurde.
Der Geist von Port Royal beflügelte schließlich Prof. Joseph Hubert Reinkens (1821–1896), den späteren alt-katholischen Bischof, und seinen Bruder, den Bonner Pfarrer Wilhelm Reinkens sowie den geistlichen Philosophieprofessor Franz Peter Knoodt, den späteren zweiten Generalvikar der Alt-Katholische Kirche in Deutschland, und andere Männer und Frauen aus ihrem Umfeld in der Mitte des 19. Jahrhunderts, in einem Leben aus der Unmittelbarkeit der Gnade Gottes und Einfachheit geistliche Gemeinschaft zu suchen. Knoodt wollte sogar das aufgelöste Kloster Nonnenwerth bei Rolandseck erwerben, um dort ein „neues Port Royal“ als spirituelles Zentrum zu gründen. Erst die Auseinandersetzungen im Vorfeld des I. Vatikanums spaltete die Gruppe und machte die kommunitären Pläne zunichte.

## Geschichte des heutigen Konvents
Eine Gruppe von Altkatholiken errichtete den Orden 1946 in Ungarn neu und unterstellte sich der polnischen Altkatholischen Kirche der Mariaviten. In den 50er und 60er Jahren wurde wiederum bei einigen Männern und Frauen in Deutschland die Suche nach geistlicher Verbindlichkeit und einem geistlichen Zentrum nach der Art von Port Royal lebendig. Dies mündete in der Gründung der heutigen Gemeinschaft, welche sich kanonisch den Ungarn anschloss. Im Jahr 1999 etablierte sich in Kaufbeuren ein klösterlicher Konvent, der den Namen „Orden von Port Royal“ (OPR) annahm. 2002 mietete er das Abteigebäude in Leinau bei Kaufbeuren an. Im Jahr 2004 beschloss der Orden, sich der Jurisdiktion des Katholischen Bischofs der Alt-Katholiken in Deutschland zu unterstellen.
Im Oktober 2010 trennte sich der Orden wieder von der Alt-Katholischen Kirche in Deutschland und wird nun wieder von einer eigenen Synode geleitet. Derzeit besitzt der Orden Filialklöster und Niederlassungen in Haiti, Gabun, Kamerun und den USA, welche zum Teil in die Anglikanische Gemeinschaft eingebunden sind. Im Jahr 2010 folgte der Umzug der Abtei St. Severin in das Gebäude einer ehemaligen Funkerschule zwischen Oberbeuren und Friesenried. Im nahe gelegenen Kaufbeurer Stadtteil Neugablonz richteten die Mönche von St. Severin 2001 den Gebetsraum St. Lukas ein. Im Oktober 2012 und im Mai 2013 haben sich Geistliche und Laien der Polnisch-Katholischen Nationalkirche dem Orden als Regularoblaten angeschlossen.
Im Jahr 2011 wurde der Orden Mitglied der Nordisch-Katholischen Kirche in der Union von Scranton. Somit besteht Kirchengemeinschaft mit der Polnisch-Katholischen Nationalkirche. Die Abtei wurde zum ersten Kloster, welches das monastische Leben in den altkatholischen Kirchen der Union von Scranton wiederbelebt.
In Polen ist im Jahr 2012 das Ordenshaus Samarytanin in Warschau und das Ordenshaus in Neuwedell dem Orden von Port Royal beigetreten.